# Fernão Dias Paes Leme
Fernão Dias Paes Leme  (São Paulo dos Campos de Piratininga, c. 1608 – desierto de Espírito Santo, probablemente Quinta do Sumidouro, en 1681) fue un bandeirante paulista. Era conocido como el "Cazador de Esmeraldas" y fue el bandeirante de mayor renombre junto con Antônio Raposo Tavares. 
Nació en 1608 en las cercanías de São Paulo dos Campos de Piratininga, hijo de una familia de buena situación de la Capitanía de San Vicente. Hijo de Pedro Dias Pais Leme y Maria Leite da Silva.. Participó en las bandeiras desde el año 1638 hasta 1674. Asimismo, alrededor de 1650, participó en el mejoramiento de la ciudad y especialmente del Mosteiro de São Bento.
Falleció en el otoño de 1681 en tierras que en ese momento pertenecían a la Capitanía del Espíritu Santo y que actualmente forman el estado de Minas Gerais cerca al río Guaicuí o Río das Velhas. 